# لشکر ۶ پیاده (کره جنوبی)
لشکر ۶ پیاده کره جنوبی (انگلیسی: 6th Infantry Division) لشکر پیاده‌نظام نیروی زمینی جمهوری کره است، که در سال ۱۹۴۸ تأسیس شد.
به دلیل نماد آن، "چونگ سونگ" (靑星، ستاره آبی)، معمولاً به عنوان "یگان چئونگ سونگ" شناخته می‌شود. نام "یگان چئونگ سونگ" در سال ۱۹۵۱ توسط این لشکر با الهام از لقب "ستاره آبی" که نیروهای سازمان ملل در طول جنگ کره به این لشکر داده بودند، انتخاب شد. نکته قابل توجه این است که این لشکر اولین لشکر در نیروهای مسلح کره بود که سیستم یونیفرم را اجرا کرد. این لشکر که در منطقه مرکزی خط مرزی نظامی مستقر است، از دو هنگ (دوم و هفتم)، یک هنگ ذخیره (نوزدهم)، یک هنگ توپخانه و یک واحد فرماندهی مستقیم تشکیل شده است. لشکر ۶ پیاده تنها لشکر در ارتش جمهوری کره است که ساختار یگان‌های پیش از جنگ کره خود را حفظ کرده است.